# Kněžský seminář
Kněžský seminář (z lat. seminarium – semeniště, rostlinná/stromová školka od semen – semeno), někdy alumnát, je ústav katolické církve pro přípravu budoucích kněží. Jeho žáci se nazývají seminaristé nebo také bohoslovci. Semináře jsou buďto diecézní, které zřizuje patřičné (arci)biskupství, nebo interdiecézní, které zřizuje Kongregace pro katolickou výchovu, která zároveň poskytuje dozor a obecný rámec pro fungování všech seminářů. Rovněž některé řády a podobné církevní instituce mají vlastní semináře. Seminaristé studují na teologických fakultách, kde získávají odbornou průpravu teoretickou, v seminářích pak procházejí duchovní formací.

## Přehled seminářů pro české seminaristy
V současnosti fungují v Česku tři kněžské semináře a to pražský, olomoucký a diecézně-misijní mezinárodní seminář Redemptoris Mater v Českých Budějovicích.
Na území nynější České republiky existovaly kněžské semináře v těchto místech:
- Praha (1636–1783, 1790–1953, od roku 1990; v letech 1783 až 1790 generální seminář pro Čechy, mezi lety 1728 a 1922 v Praze dále působil Lužický seminář pro lužickosrbské bohoslovce)
- Litoměřice (1738–1783, 1790–1950, 1953–1990; Teologický konvikt 1990–2002)
- Hradec Králové (1714–1783, 1790–1950)
- České Budějovice (1803–1950)
  - seminář Redemptoris Mater (od roku 2017), Diecézně-misijní mezinárodní seminář vedený podle zásad neokatechumenátní cesty[3]
- Olomouc (do roku 1785, 1790–1950, 1968–1974, od roku 1990)
- Klášterní Hradisko (v letech 1785 až 1790 generální seminář pro Moravu)
- Brno (1807–1950)
- Vidnava (1899–1939)

Pro české a moravské studenty existovaly také kněžské semináře v Římě:
- Bohemicum (1884–1929)
- Nepomucenum (od roku 1929)

## Galerie budov seminářů

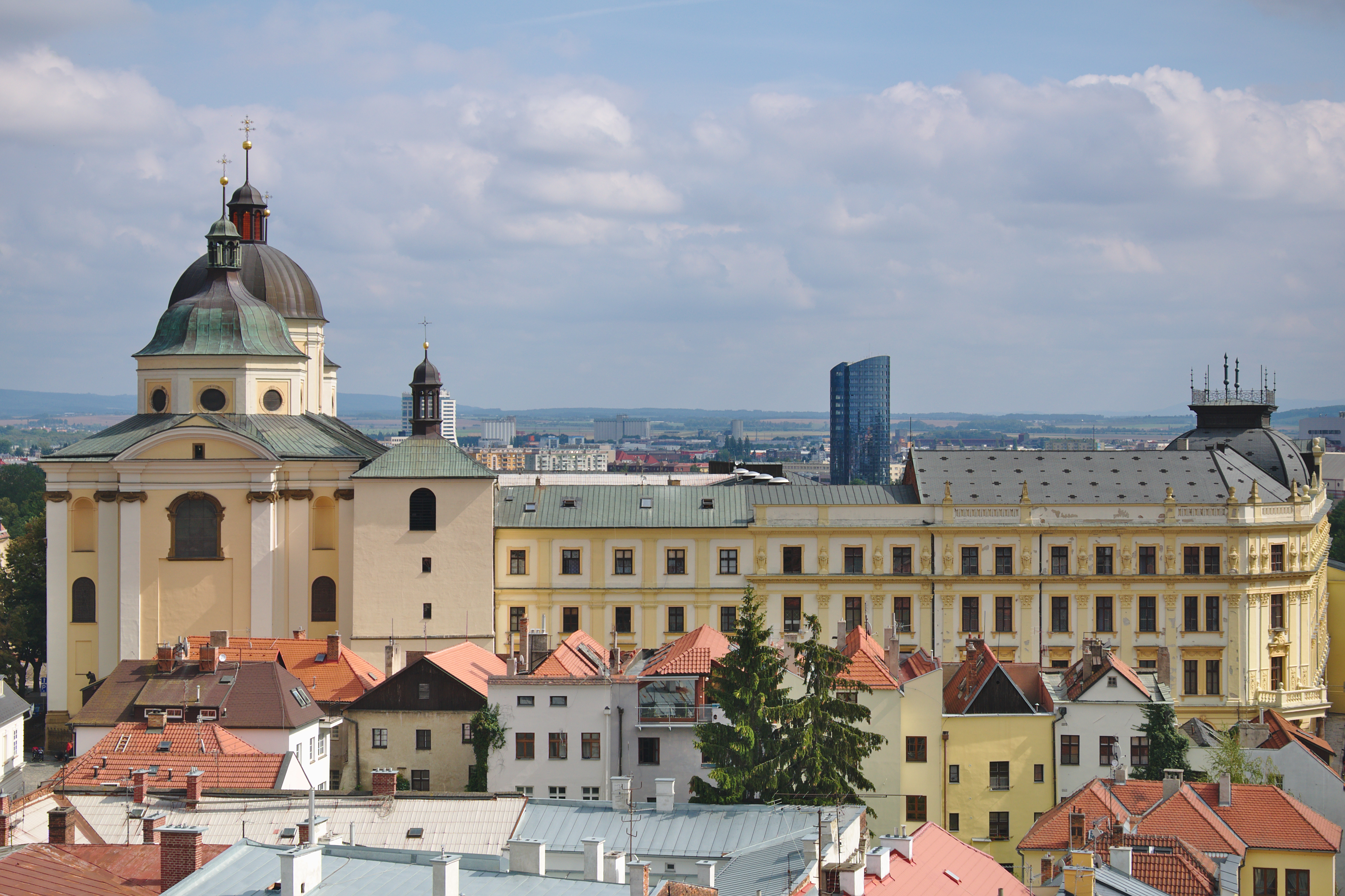
olomoucký Arcibiskupský kněžský seminář
saratovský ortodoxní teologický seminář
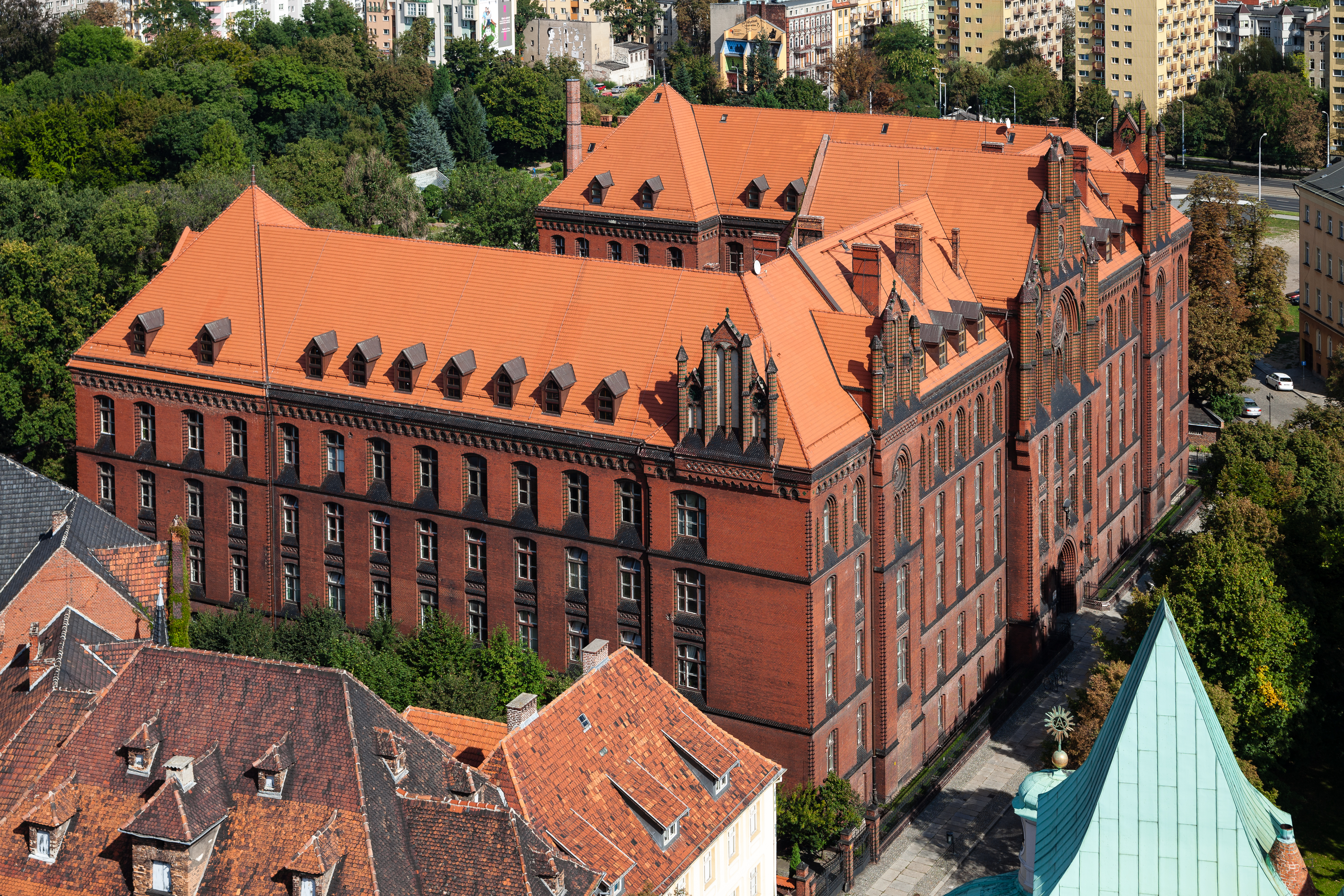
vratislavský biskupský seminář
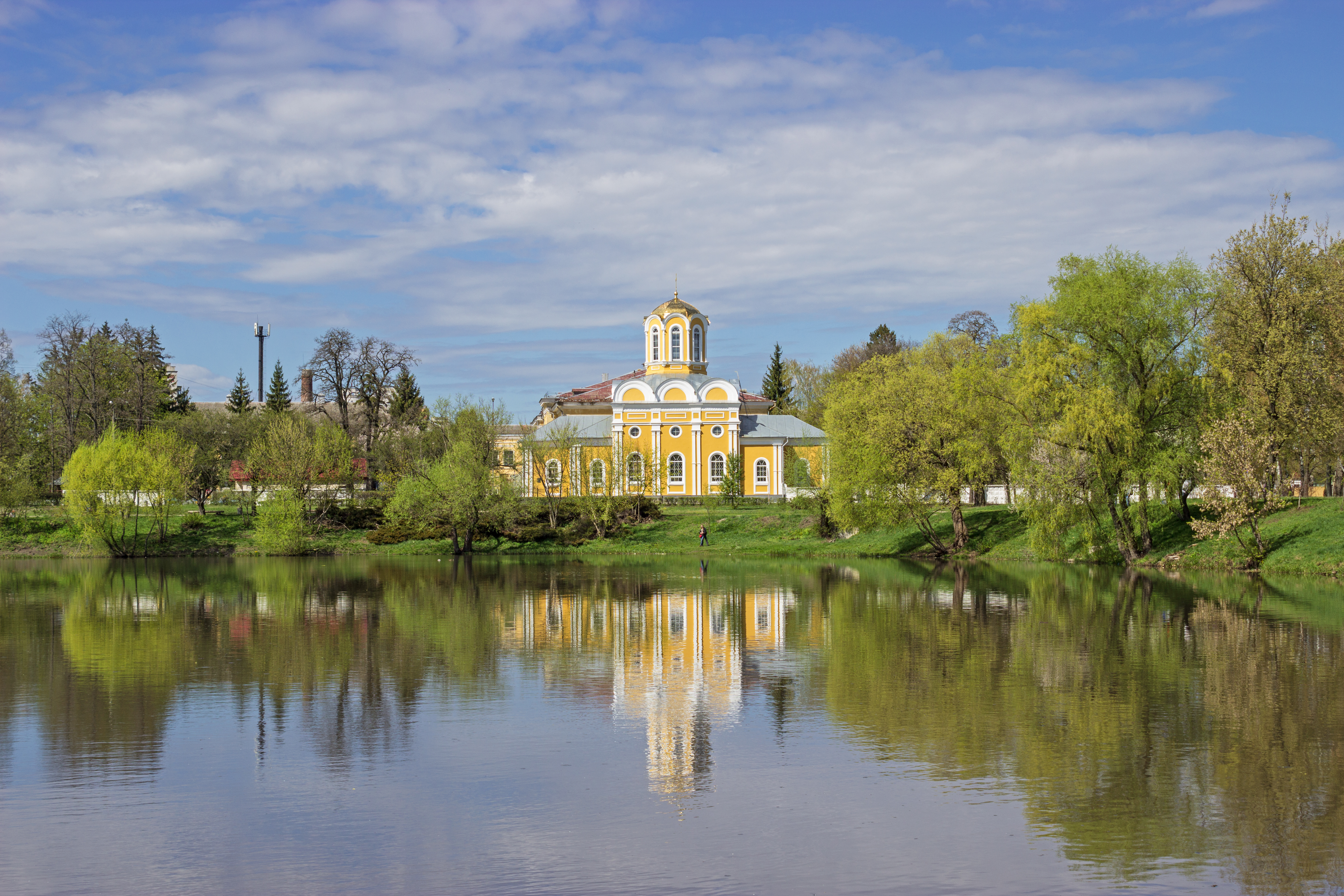
černihivský ortodoxní seminář